# Philippe Roberts-Jones
Pour les articles homonymes, voir Roberts et Jones.
Le baron Philippe Roberts-Jones, né le 8 novembre 1924 à Ixelles et mort le 9 août 2016 à Uccle, est un historien de l'art, conservateur en chef des musées royaux des Beaux-Arts de Belgique, membre de l'Académie royale des sciences, des lettres et des beaux-arts de Belgique dont il fut président en 1980 et secrétaire perpétuel, membre de l'Académie royale de langue et de littérature françaises de Belgique, membre de l'Institut de France (associé de l'Académie des beaux-arts) et professeur émérite à l'université libre de Bruxelles. Auteur prolifique, il s'est également consacré à la poésie et à l'histoire de l'art. Ses œuvres ont été de son vivant rendues libres. 

## Biographie

### Jeunesse
Descendant d’une famille belge originaire de Shrewsbury (Royaume-Uni) établie à Bruxelles en 1802 qui s'est consacrée au début du XIXe siècle à l'industrie de la carrosserie,, Philippe Roberts-Jones est le fils de Robert Roberts-Jones, avocat, né en 1893, et de Suzanne Goemaere, née en 1892. Né le 8 novembre 1924 à Ixelles, le jeune Philippe effectue ses études à l’athénée communal d’Uccle I. Il y a comme professeur de français Pierre Gilbert qui l’encourage à écrire de la poésie.
Son père, Robert Roberts-Jones (1893-1943), avocat, était un résistant et patriote, membre du réseau Comète, fusillé par les nazis au Tir national le 20 octobre 1943. À peine âgé d'une vingtaine d'années, Philippe s'engage dans l'Armée secrète, comme volontaire, et devient officier de liaison auprès de l'armée britannique.

### Études
Lors de sa démobilisation en 1946, Roberts-Jones s'inscrit à l'université libre de Bruxelles pour étudier le droit ainsi que l'histoire de l'art et de l'archéologie. Il obtient en 1950 son diplôme de licencié en Philosophie et Lettres, section histoire de l'art et archéologie, et de candidat en Droit. Après avoir obtenu son diplôme, il poursuit ses études à l'étranger, d’abord à l'université Harvard et puis au Salzburg Seminar in American Studies. Encouragé par sa mère[réf. nécessaire], c’est au cours de ces années qu’il commence à publier ses premiers recueils de poésie. Le premier, Le Voyageur de la nuit, paraît en 1947.
Il poursuit des études d'art grâce à une bourse financée en 1951 par l’accord culturel franco-belge, signé par la France et la Belgique en février 1946. Boursier « Foreign Leaders Grant » dans le cadre d'un programme du département d’État des États-Unis d’Amérique, il est de 1952 à 1954 aspirant du Fonds national de la recherche scientifique de Belgique. En 1953, il s’installe à Paris et devient attaché au Cabinet des Estampes de la Bibliothèque nationale de France jusqu'en 1954. Sous la supervision du conservateur Jean Adhémar, Roberts-Jones y fait des recherches sur la presse satirique française entre 1860 et 1890.
En 1954, Philippe Roberts-Jones épouse à Nice le 4 juin 1954, Michèle Heurtault, dont il aura deux fils, Eric, né en 1956 et Olivier, né en 1961.
En 1955, Roberts-Jones défend sa thèse de doctorat en philosophie et lettres à l'université libre de Bruxelles dont le sujet est La presse satirique illustrée entre 1860 et 1890. Ce travail aboutit en 1960 par la publication de son essai De Daumier à Lautrec ; essai sur l'histoire de la caricature française entre 1860 et 1890.

### Carrière
En 1956, il devient inspecteur des bibliothèques publiques auprès du ministère belge de l'Instruction publique, poste qu'il occupe jusqu'en 1958 avant de devenir attaché culturel au cabinet du ministre de l'Instruction publique Charles Moureaux.
Dès 1957, il obtient un poste de chargé de cours à l'université libre de Bruxelles sur l'histoire de la gravure. En 1959, il crée le cours sur l'art contemporain et il fonde la chaire d'Histoire de l'art contemporain qu’il occupe comme professeur extraordinaire. En 1962, il obtient le grade de professeur ordinaire, poste qu'il occupe jusqu'en 1989. Parmi les nombreux sujets que couvre son enseignement, il se distingue dans l’enseignement de la muséologie et la promotion de l'art contemporain. Il crée en 1969 la sous-section d’art contemporain comme une section distincte du programme d'histoire de l'art à l’université libre de Bruxelles.
Il commence sa carrière aux musées royaux des Beaux-Arts de Belgique en tant que conservateur en 1959. En 1961, à seulement 38 ans, il en devient le conservateur en chef, poste qu'il occupe pendant près d'un quart de siècle, jusqu'à son départ à la retraite en 1984. Le musée était alors en mauvais état, de nombreuses galeries, dont celles d'art moderne parmi elles, étaient fermées pour cause de travaux. À cela venait s’ajouter le manque de personnel pour la recherche et pour les activités de conservation. Pour remédier à cette situation, Roberts-Jones nomme entre 1961 et 1964 une nouvelle équipe de conservateurs, parmi lesquels son futur successeur Henri Pauwels et un historienne de l’art, Françoise Popelier, qui deviendra sa seconde épouse.
Nommé professeur ordinaire à l'université libre de Bruxelles en 1962, il inaugure la même année le musée provisoire d'Art moderne, dans l’ancien hôtel du Lotto, sur la place Royale à Bruxelles, dont l’exiguïté lui valut le nom de « Musée de poche ».
Sous la direction Roberts-Jones, de nombreuses expositions furent organisées par les Musées royaux des Beaux-Arts à Bruxelles. Parmi celles-ci, la plus importante a été la rétrospective Le Siècle de Bruegel sur Pieter Brueghel l'Ancien qui a contribué à rétablir la réputation de ceux-ci. Cette rétrospective fut suivie, en 1965, par celle du Siècle de Rubens.
En 1966, Roberts-Jones est nommé vice-président du conseil d'administration de l'Institut royal supérieur d'histoire de l'art et d'archéologie de Bruxelles. De 1971 à 1973, il assure la présidence de l'Association des musées de Belgique et du comité national belge du Conseil international des musées (ICOM). Il assure également la présidence de la section d’Histoire de l'Art et Archéologie de l'université libre de Bruxelles de 1971 à 1974.[réf. souhaitée]

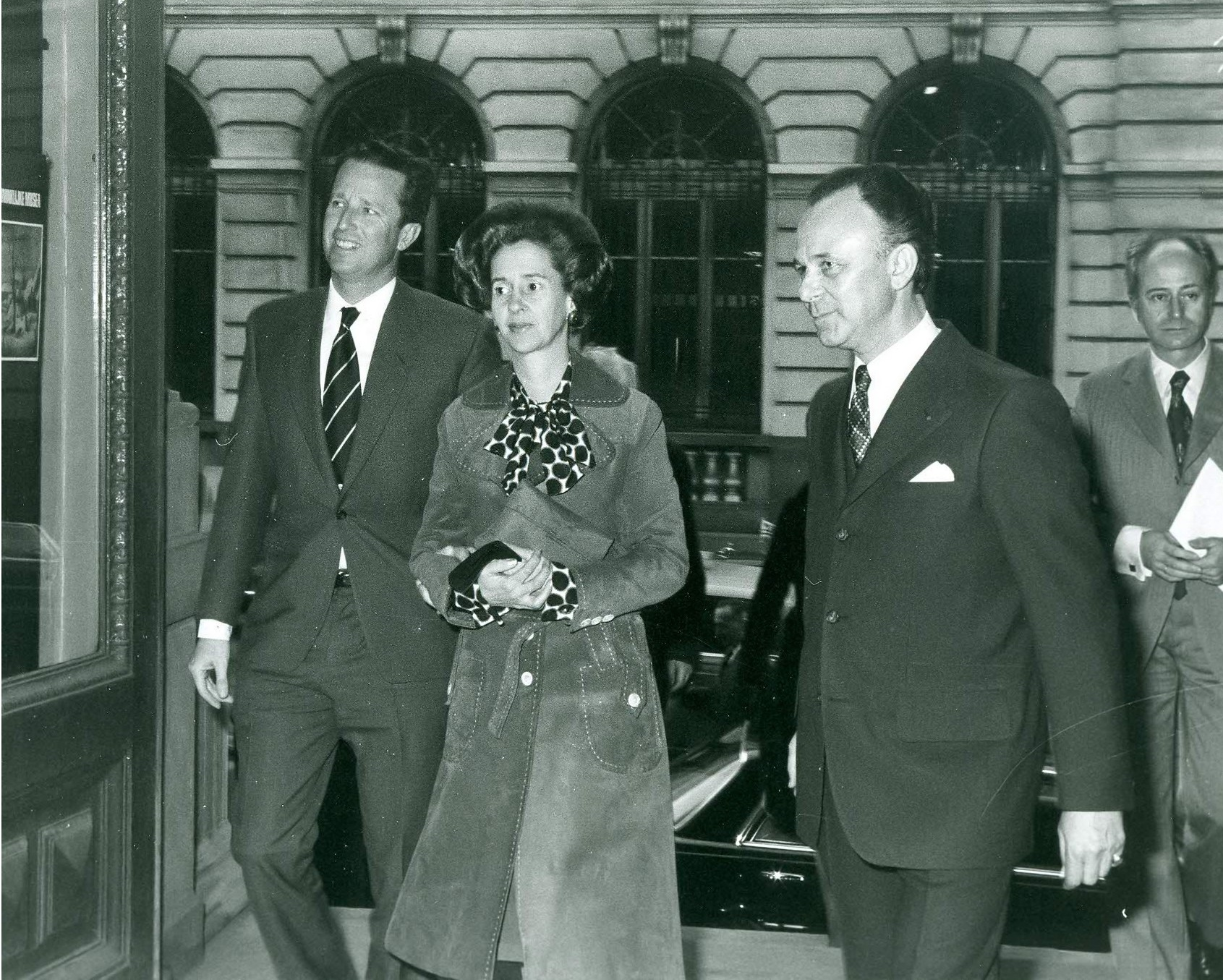
Inauguration officielle des extensions des MRBAB le 26 février 1974 par le roi Baudouin et la reine Fabiola, accompagnés de Philippe Roberts-Jones.

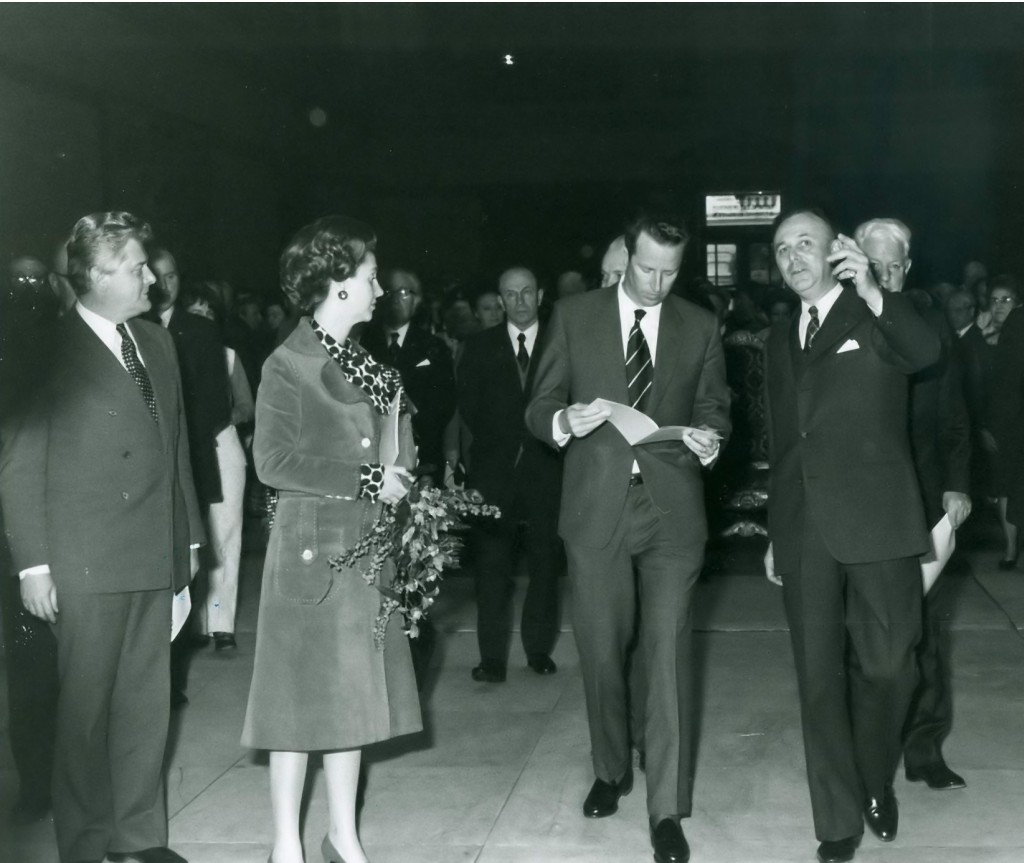
Inauguration des extensions des MRBAB le 26 février 1974.
De gauche à droite le ministre Pierre Falize, la reine Fabiola, le roi Baudouin, Philippe Roberts-Jones et, derrière Philippe Roberts-Jones, le ministre Edmond Leburton.

C’est sous sa direction que les musées royaux des Beaux-Arts de Belgique connaissent leur plus grande expansion. Construites dans le prolongement de l'édifice érigé par Alphonse Balat, de nouvelles extensions et leur 53 salles d’exposition permettent en 1974 la création du musée d'Art ancien et du musée du XIXe siècle. Inaugurées en présence du roi Baudouin et de la reine Fabiola, elles permettront d’exposer le legs exceptionnel, le plus important dans l’histoire du musée, du docteur Franz Delporte,. Roberts-Jones commence la construction du nouveau musée d'Art moderne en 1978 qu’il inaugure en 1984. À son départ, il est nommé conservateur en chef honoraire des musées royaux des Beaux-Arts de Belgique. Au total, il aura organisé 92 expositions.[réf. souhaitée]
En 1974, Roberts-Jones est élu membre correspondant et l'année suivante membre de l'Académie royale des sciences, des lettres et des beaux-arts de Belgique. En 1980, il est élu président de l'Académie royale de Belgique et directeur de la Classe des Beaux-Arts. Depuis 1981, il est vice-président du PEN club francophone de Belgique et codirecteur du Journal des Poètes. Il est élu le 9 avril 1983 membre de l'Académie de langue et de littérature françaises de Belgique. Roberts-Jones est élu secrétaire perpétuel de l'Académie royale des sciences, des lettres et des beaux-arts de Belgique le 17 novembre 1984, fonction qu’il occupe de 1985 à 1999. Il est élu membre de l’Académie des beaux-arts de l'Institut de France le 12 février 1986, au fauteuil de Lila Bell Acheson Wallace. Son discours d’installation en tant que membre associé étranger est prononcé par Germain Bazin le 10 juin 1987 sous la Coupole de l'Institut de France.
Pour ses réalisations en tant que conservateur en chef des musées royaux des Beaux-Arts de Belgique, il est anobli par le roi Baudouin en 1988, recevant le titre de baron. La même année, il est désigné directeur de l'Académie royale de langue et de littérature françaises et les musées royaux des Beaux-Arts de Belgique lui rendent hommage en publiant le livre Miscellanea Philippe Roberts-Jones. Il devient professeur émérite de l'université libre de Bruxelles en 1989 (chaires d'histoire de l'art contemporain, d'histoire de la gravure, de muséologie et cours de notions d'histoire de l'art et d'archéologie XVIIe – XVIIIe siècles).
Membre de jury d'experts, il participe de 1995 à 1997 à la sélection des billets de banque de l'euro à l'Institut monétaire européen et à la sélection des pièces belges à l'Hôtel des Monnaies de Bruxelles.
Il est reçu le 2 juillet 1997 à l’Academia Romãnã à Bucarest. En 2005, l’exposition Dr Roberts et Mr. Jones lui est dédiée.
En 2007, il participe à la rentrée des cinq Académies de l’Institut de France par un discours sur le thème des identités nationales et universalité de l’esprit, intitulé Les Liaisons difficiles.
Il est inhumé au cimetière de Bruxelles à Evere.

## Œuvre

### Histoire de l'art
Les publications de Roberts-Jones dans le domaine de l'histoire de l'art témoignent de son intérêt ample et varié dans la peinture, depuis les maîtres anciens, tels que Pieter Bruegel l'Ancien, à travers la peinture des XIXe et XXe siècles jusqu'à l'art contemporain. Son œuvre s’étend sur plus d'une centaine d'essais, articles et ouvrages.
En 1969, il publie Du réalisme au surréalisme, une étude sur les tendances de la peinture belge du réalisme au surréalisme. Il publie ou participe à de nombreuses monographies sur des peintres contemporainx comme Magritte (1972), Lismonde (1977), Van Lint (1983), Willequet (1985), Jos Albert (1986), Jo Delahaut (1982) et Gaston Bertrand (1997). Ses principaux écrits sur l'art sont repris dans les anthologies suivantes : L'Art majeur (1974), L'Alphabet des circonstances : essais sur l'art des XIXe et XXe siècles (1981) et Image donnée, image reçue (1989). En 1995, il participe à la rédaction du troisième volume du Dictionnaire des peintres belges du XIVe siècle à nos jours. En 1997, il publie un nouveau recueil d'essais Signes ou traces : arts des XIXe et XXe siècles. Dans la même année, il est co-auteur d'une étude critique sur Pieter Brueghel l'Ancien, avec son épouse Françoise Roberts-Jones-Popelier.
Roberts-Jones s'est fort intéressé à Honoré Daumier, et à la gravure contemporaine et a particulièrement aidé à découvrir l'œuvre de Lismonde.[réf. nécessaire]

### Poésie
Comme poète, sous le nom de Philippe Jones, il a publié plusieurs recueils, parmi lesquels :
- Le Voyageur de la nuit. Lettre préface de Mélot du Dy. Bruxelles, La Maison du Poète, 1947, 64p.
- Grand largue. Bruxelles, La Maison du Poète, 1949, 60 p.
- Seul un arbre. Paris, Les Lettres, 1952, 48 p.
- Tu caressais un bois. Bruxelles, L'Atelier du Livre, 1955 (H.C.), s.p.
- Amour et autres visages. Paris, Les Lettres, 1956, 96 p. Prix Polak de l'Académie royale de langue et de littérature françaises de Belgique, 1957.
- Quatre domaines visités. Bruxelles, L'Atelier du Livre, 1958, s.p.
- Formes du matin. Paris, s.d. (H.C.), s.p.
- Graver au vif. Lausanne, Rencontre, 1971, 116 p.
- Jaillir saisir. Bruxelles, Le Cormier, 1971, 64 p.
- Être selon. Bruxelles, Le Cormier, 1973, 60 p.
- Le sens et le fleuve. Braine-le-Comte, Lettera Amorosa, 1974, s.p.
- Racine ouverte. (Poèmes 1944-1975). Préface de René Char. Bruxelles, Le Cormier, 1976, 336 p.
- Carré d'air. Livre-objet réalisé par Ania Staritsky, Paris, 1978, s.p.
- D'un espace renoué. Bruxelles, Le Cormier, 1979, 60 p.
- Paroles données. Bruxelles, Le Cormier, 1981, 84 p.
- Fêtes. Zagreb, Ed. Biskupic, 1983, s.p.
- Indice d'ailleurs. Bruxelles, L'Empreinte et la Nuit, 1983, s.p.
- Image incendie mémoire. Bruxelles, Le Cormier, 1985, 112 p.
- Paysages. La Grippelotte, 1987, 34 p.
- Les sables souverains. Bruxelles, Le Cormier, 1988, 46 p.
- D'encre et d'horizon. (Poèmes 1981-1987). Paris, La Différence, 1989, 204 p.
- Ce temps d'un rien. Amay, L'arbre à paroles, 1990, 26 p.
- La mort éclose. Châtelineau, Le Taillis Pré, 1991, s.p.
- Passion, s.l.n.d. (1993), s.p.
- Toi et le tumulte. Bruxelles, Le Cormier, 1993, 96 p.
- Proche de Horeb. La Grippelotte, 1994, s.p.
- Le temps hors le temps. Bruxelles, Le Cormier, 1994, 112 p.
- Les nœuds du sens. Ayeneux-Soumagne, Tétras Lyre, 1997, s.p.
- Le soleil s'écrit-il soleil. Bruxelles, Le Cormier, 1997, 80 p.
- Le miroir et le vrai. Echternach, PHI, 2001, 108 p.
- Domaines en cours. Bruxelles, Le Cormier, 2001, 48 p.
- Chansons doubles. Châtelineau, Le Taillis Pré, 2002, 86 p.
- Huit petites phrases. Bruxelles, Galerie Faider, 2002, s.p.
- Le jour venant. Bruxelles, Le Cormier, 2004, 68 p.
- Sept poèmes. Aryart, 2004, 14 p.
- Au-delà du blanc. Bruxelles, Le Cormier, 2007, 126 p.

### Essais
Sous le nom de Philippe Roberts-Jones, il publie :
- La Presse satirique illustrée entre 1860 et 1890. Avant-propos de J. Cain. Paris, Institut français de Presse, 1956, 112 p.
- De Daumier à Lautrec. Essai sur l'histoire de la caricature française entre 1860 et 1890. Avant-propos de G. Wildenstein. Paris, Les Beaux-Arts, 1960, 148 p., 8 ill. Publié avec le concours de la Fondation Universitaire de Belgique.
- La caricature du second Empire à la Belle époque 1850-1900. Paris, Le Club français du Livre, 1963, 455 p., 199 ill.
- Daumier. Mœurs conjugales. Paris, Vilo, 1967, 161 p., 60 pl. Aussi édition anglaise (Boston Book & Art Shop, 1968).
- Ramah (Monographies de l'Art belge). Bruxelles, Meddens, 1968, 16 p., 24 pl. Aussi édition néerlandaise.
- Du réalisme du surréalisme. La peinture en Belgique de Joseph Stevens à Paul Delvaux (Belgique - Art du Temps). Bruxelles, Laconti, 1969, 199 p., 88 pl. Aussi éditions anglaise et néerlandaise. Réédité en 1972.
- Magritte poète visible. (Belgique - Art du Temps. Études et monographies). Bruxelles, Laconti, 1972, 144 p., XXII pl., 67 ill.
- Bruegel. La chute d'Icare (Les chefs-d'œuvre absolus de la peinture). Fribourg, Office du Livre, 1974, 59 p., XVII pl., 17 fig. Aussi édition japonaise.
- L'Art majeur. Bruxelles, Jacques Antoine, 1974, 159 p. Prix Henri-Malherbe de la province de Brabant, 1976.
- Friedlaender. Tableaux, Bilder, Paintings. Stuttgart, Manus Press, 1976, 104 p., 70 ill.
- Lismonde. Bruxelles, Laconti, 1977, 160 p., 97 pl., 10 fig.
- La Peinture irréaliste au XIXe siècle. Fribourg, Office du Livre, 1978, 228 p., 232 ill. Aussi éditions anglaise (Oxford University Press) et allemande (Munich, Hirmer Verlag)
- L'Alphabet des circonstances. Essais sur l'art des XIXe et XXe siècles. Bruxelles, Académie royale de Belgique[47], 1981, 458 p., 52 pl.
- Van Lint. Bruxelles, Ministère de la Communauté française, 1983, 182 p., 110 ill.
- René Carcan. Bruxelles, Les Éditeurs d'Art Associés, 1984, 132 p., 107 ill.
- André Willequet ou la multiplicité du regard. Bruxelles, Labor, 1985, 136 p., 109 ill.
- Jos Albert. Bruxelles, Lebeer-Hossmann, 1986, 154 p., 55 pl. Édition trilingue.
- Image donnée, image reçue. Bruxelles, Académie royale de Belgique[47], 1989, 499 p., 90 pl.
- Lismonde. Conversation avec Philippe Roberts-Jones. Gerpinnes, Éditions Tandem, 1992, 46 p., ill.
- Octave Landuyt. Aurum Flandriae. Zellik, Roularta Art Books, 1994, 536 p., 474 ill. Édition quadrilingue.
- Bruxelles fin de siècle (sous la dir. de). Paris, Flammarion, 1994, 282 p., 300 ill. Aussi édition néerlandaise (Gand, Snoeck Ducaju). Réédition française, anglaise, allemande (Cologne, Taschen, 1999).
- Du réalisme au surréalisme. La peinture en Belgique de Joseph Stevens à Paul Delvaux. Nouvelle édition, Bruxelles, Cahiers du Gram, Université Libre de Bruxelles, 1994, 240 p., 108 ill.
- Ivan Lackovic Croata, gravures. Zagreb, Belus, 1994, 368 p., ill. Édition trilingue.
- Eugène Laermans 1864-1940 (sous la dir. de) (Monographies de l'art moderne). Bruxelles, Crédit Communal et Snoeck-Ducaju, 1995, 168 p., ill Aussi édition néerlandaise.
- Histoire de la peinture en Belgique du XIVe siècle à nos jours (présentation de). Bruxelles, la Renaissance du Livre, 1995, 532 p. ill. Aussi édition anglaise.
- La Peinture abstraite en Belgique 1920-1970. Bruxelles, Crédit Communal, 1996, 216 p., ill. Aussi édition néerlandaise.
- L'Art au présent. Regards sur un demi-siècle (1960-1990). Bruxelles, La Lettre volée, 1996, 75 p.
- Signes ou traces :  arts des XIXe et XXe siècles, Bruxelles, Académie royale de Belgique[47], 1997, 464 p., 66 pl.
- Pierre Bruegel l'Ancien (en collaboration avec Françoise Roberts-Jones). Paris, Flammarion, 1997, 352 p., 361 ill. Aussi éditions néerlandaise (Gand, Snoeck-Ducaju), allemande (Munich, Hirmer Verlag), polonaise (Varsovie, Arkady, 2000), anglaise (New York, Harry N. Abrams, 2002), tchèque (Prague, Nakladatelstvi Slovart, 2003).
- L’art pour qui, pour quoi ? (Quartier Libre). Bruxelles, Labor, 1999, 96 p.
- Magritte ou la leçon poétique (Paroles d’Aube). Tournai, La Renaissance du Livre, 2001, 56 p., 6 ill.
- Mélot du Dy. Poèmes choisis (préface de). Bruxelles, Académie royale de Langue et de Littérature françaises, 2001, p. V-XXVII.
- Jacques Moeschal ou la sculpture architectonique (Les carnets d’architecture contemporaine 6). Bruxelles, CFC - Éditions, 2002, 74 p., ill.
- De l’espace aux reflets. Arts et lettres. Bruxelles, Académie royale de Belgique, (Mémoires de la Classe des Beaux-Arts), 2004, 448 p., 66 pl

### Catalogue d'exposition
- Chantal Tombu, Philippe Roberts-Jones, Pierre Caille, Galerie Bastien, sans date (après 1996), 38 p.

### Nouvelles
Sous le nom de Philippe Jones, il a écrit :
- L'Embranchement des heures. Paris, La Différence, 1991, 128 p.
- Le Double du calendrier. Paris, La Différence, 1993, 128 p.
- L'Angle de vue. Paris, La Différence, 1997, 152 p.
- L’Instant multiple. Paris, La Différence, 2000, 172 p.
- L’Ombre portée. Paris, La Différence, 2003, 128 p.

## Prix et distinctions

### Prix
- Prix Émile Polak de l'Académie royale de langue et de littérature françaises, 1957, pour Amour et autres visages
- Prix Henri-Malherbe de la province de Brabant, 1976, pour L'Art majeur
- Prix du rayonnement de la langue française, de l'Académie française, 1980, pour l'ensemble de son œuvre[26]
- Grand prix de poésie de l'Académie française, 1985, pour l'ensemble de son œuvre[26]
- Prix Louis-Guillaume du poème en prose, 2002, pour Domaines en cours[48]
- Grand prix du festival international Lucian Blaga, 2006[28]

#### Distinctions
- Belgique
  - Anobli avec le titre de baron par le roi Baudouin en 1988.
  - Grand-Croix de l'ordre de la Couronne
  - Grand officier de l'ordre de Léopold
  - Médaille du volontaire de guerre 1940-1945
  - Médaille commémorative de la guerre 1940-1945 avec sabres
  - Médaille civique 1940-1945 de première classe
- France
  - Commandeur de la Légion d'honneur
  - Commandeur de l'ordre des Arts et des Lettres
- Espagne
  - Commandeur de l'ordre d'Isabelle la Catholique
- Italie
  - Commandeur de l'ordre du Mérite de la République italienne
- Finlande
  - Grand Officier de l'ordre du Lion de Finlande

#### Autres
Les années entre parenthèses sont les dates de réception des distinctions.
- Membre de l'Académie royale des sciences, des lettres et des beaux-arts de Belgique (1974)
- Membre de l'Académie royale de langue et de littérature françaises (1983)
- Membre de l'Institut de France (associé de l'Académie des Beaux-Arts) (1986)
- Membre fondateur de l'Académie européenne des sciences, des arts et des lettres (1980)
- Membre de l'Académie Mallarmé[26] (1989)
- Membre fondateur de l'Académie Européenne de Poésie (1996)[49]
- Membre d’Honneur de l’Academia Romãnã (1997)[28]
- Membre honoraire de l'Institut Grand-ducal du Grand-duché de Luxembourg (1996)
- Membre étranger de la Koninklijke Hollandsche Maatschappij der Wetenschappen (1985)
- Membre de l'Académie royale d'archéologie de Belgique (1967)[50]
- Membre correspondant de l’Accademia dei Georgofili, de Florence (2000)[51]
- Membre étranger de l’Académie macédonienne des sciences et des arts (2006)[52]
- Président de la commission de la Biographie nationale de Belgique[4]
- Président de la section de Belgique de la Légion d'honneur
- Président du Centre International pour l'étude du XIXe siècle (2006)[53]
- Président de la Fondation Gaston Bertrand[54]
- Secrétaire administratif de l'Union académique internationale (1985-1999)[55]
- Membre du bureau et du conseil d'administration du Fonds national de la recherche scientifique (1985-1999)
- Vice-président honoraire de la Fondation Francqui (membre du conseil d’administration 1987-2003, du bureau 1995-2000, vice-président 2001-2003)
- Membre de l'Association internationale des critiques d'art
- Membre de la Société des gens de lettres
- Vice-Président honoraire du PEN Club francophone de Belgique
- Co-directeur du Journal des Poètes[56]
- Vice-président de la Maison Internationale de la Poésie Arthur Haulot
- Président honoraire du Fonds du Patrimoine culturel mobilier et président de la Commission de contrôle des collections de la Fondation Roi Baudouin
- Membre honoraire du Comité International d'Histoire de l'Art[57]
- Membre d’honneur du Cercle royal gaulois artistique et littéraire[58]
- Président du conseil d'administration des Éditions Le Cormier[59]

## Diffusion de ses œuvres
Ses œuvres sont disponibles à tous sous licences libres Creative Commons paternité partage à l’identique, et mises à disposition sur la Digithèque Philippe Roberts-Jones hébergée et mise en œuvre par les Archives et Bibliothèques de l'ULB.